# Margareta Elisabeth Roos
Margareta Elisabeth Roos, född 1696, död 1772, även känd som Anna Stina Roos, var enligt obekräftade uppgifter en kvinna som tjänstgjorde i den svenska armén utklädd till man.
Margareta Elisabeth Roos ska ha varit dotter till en kapten i den svenska provinsen Ingermanland i nuvarande Estland-Karelen. Hon rymde hemifrån utklädd till man på grund av misshandel i hemmet år 1713 och lät värva sig som soldat i Karl XII:s armé. Hon tjänstgjorde sedan i väpnad strid på slagfälten under det stora nordiska kriget. Roos avancerade i graderna och uppnådde grad som underofficer för visad tapperhet i fält. Hon sägs ha varit så "manlig" i uppträdande vad gällde spritvanor och grovt språkbruk att ingen misstänkte henne för att vara kvinna.
Roos tjänstgjorde i armén fram till krigsslutet. Efter freden 1721 tog hon avsked från armén och tog anställning som betjänt åt grevinnan Dücker, Hedvig Vilhelmina Oxenstierna. Vid ett tillfälle blev dock Margareta Elisabeth Roos sjuk, och då hon var sängliggande upptäckte en piga hennes rätta identitet och talade om det för Oxenstierna. Hedvig Vilhelmina Oxenstierna gick med på att hålla tyst, men arrangerade ett äktenskap med en veteran från samma krig som Roos själv tjänstgjort i, en officer av skotskt ursprung som hette John Irving. Paret gifte sig år  1724 och levde tillsammans i 20 år fram till makens död 1744. De fick två barn. Efter makens död bosatte sig Margareta Elisabeth i Köping. Hennes dotter Margareta Charlotta Irving gifte sig med kyrkoherden i Bro, Nils Larsson Sundell, där Margareta Elisabeth ofta ska ha bott under sina sista år. Under sina sista år beskrevs hon av människor som känt henne som en kvinna som ofta gett prov på "ett manligt och modigt sinne".
Historien om Margareta Elisabeth Roos berättades av hennes familj för en präst år 1843, 71 år efter hennes död. Historien anses vara obekräftad eftersom den inte var känd under hennes egen levnadstid utan först efter hennes död. Till skillnad från andra kvinnor som tjänstgjort i armén utklädda till män blev Margareta Elisabeth Roos aldrig ställd inför rätta, och hennes fall finns därmed inte berört i rättsdokument. Det är heller inte känt vilket namn hon använde under sin tjänstgöring i armén, vilket gör det svårt att kontrollera i militära dokument. Hennes karriär anses tyda på en viss tolerans för kvinnligt militärtjänstgöring inom aristokratin och människors attityder rent privat, trots att det under denna tid ansågs vara ett allvarligt brott enligt lagen för en kvinna att utge sig för att vara en man. Historien var väl känd[källa behövs] under sin tid[när?] och utgör ett svenskt exempel på de många berättelser om kvinnor som tjänstgör som soldater utklädda till män som var mycket vanliga i Europa under den tidigmoderna tidsåldern.